# Авион-бомба
Авион-бомба је бојни вођени пројектил у виду авиона са посадом или без ње. У Другом светском рату као авиони-бомбе употребљавани су застарели и дотрајали авиони, пошто би им била скинута сва непотребна опрема. Лансирани су са аеродрома, носача авиона или с авиона, а њима се управљало обично из матичног авиона, који је летео за њима. Понекад је пилот управљао авионом, па је пред циљем или искакао или с авионом ударао у циљ и гинуо (јапанске камиказе).